# جان هلینز
جان هلینز (انگلیسی: John Hellins; تاریخ ورودی نامعتبر است – ۱ ژانویهٔ ۱۸۲۷) ستاره‌شناس، و ریاضی‌دان اهل بریتانیا بود.
وی همچنین برندهٔ جوایزی همچون همکار انجمن سلطنتی و مدال کاپلی شده‌است.